# Bacteroides
Bacteroides es un género de bacterias Gram-negativas con forma de bacilo. Las especies de Bacteroides son anaerobias, no forman endosporas y pueden ser móviles o inmóviles, dependiendo de la especie. El ADN tiene un contenido GC del 40-48%. Inusualmentre en las bacterias, las membranas de Bacteroides contienen esfingolípidos. También contienen ácido mesodiaminopimélico  en su capa de peptidoglicano.
Bacteroides son normalmente comensales, constituyendo el principal componente de la microbiota gastrointestinal, vaginal y bucal en los mamíferos. En el intestino del huésped juegan un papel importante en el procesamiento de las moléculas complejas en otras más simples. Se han encontrado concentraciones tan altas como 1010-1011 células por gramo de heces humanas. Pueden también crecer en azúcares simples cuando están disponibles, pero su principal fuente de energía son los polisacáridos de origen vegetal.

## Patogénesis
Las especies Bacteroides también benefician a sus huéspedes evitando que otros potenciales patógenos colonicen el tracto digestivo. Algunas especies (B. fragilis, por ejemplo) son patógenos oportunistas de los humanos, causando infecciones en la cavidad peritoneal, gastrointestinal y apendicitis mediante la formación de abscesos. Son capaces de inhibir la fagocitosis e inactivar los antibióticos betalactámicos. Aunque las especies Bacteroides son anaerobias, toleran el oxígeno y por lo tanto pueden sobrevivir en la cavidad abdominal.
Bacteroides es generalmente resistente a una amplia variedad de antibióticos, tales como betalactámicos y aminoglicósidos, y muchas especies han adquirido recientemente resistencia a la eritromicina y a la tetraciclina. Este alto nivel de resistencia antibiótica produce una gran preocupación, pues Bacteroides podría transferir esta resistencia a otras especies bacterianas más patógenas.

## B. fragilis
Bacteroides fragilis es un anaerobio obligado del tracto digestivo. Ocasiona el 90% de las infecciones anaerobias peritoneales. B. fragilis es generalmente susceptible a una combinación de metronidazol, carbapenema e inhibidores beta-lactamo/beta-lactamasa. Esta bacteria tiene un alto nivel de resistencia inherente a la penicilina. Actualmente tampoco se recomienda la lincomicina ni la clindamicina por el alto nivel de resistencia que está adquiriendo (>30% en algunos estudios).